# Furcraea antillana
Furcraea antillana är en sparrisväxtart som beskrevs av A.Álvarez. Furcraea antillana ingår i släktet Furcraea och familjen sparrisväxter. Inga underarter finns listade i Catalogue of Life.